# Història de la pizza
L'origen de la paraula pizza no és clar, apareix citat per primera vegada l'any 997 en llatí medieval. A Nàpols al segle xvi s'anomenava pizza a un tipus de galette plana de pa.
En aquell temps la pizza s'utilitzava com un sistema de prova per saber si la temperatura dels forns era l'adequada, era un plat de gent pobra que es venia als carrers i no era considerat una recepta de cuina. Abans del segle xvii la pizza es cobria amb una salsa blanca que posteriorment va ser substituïda per l'oli, formatge, tomàquets o peix. El 1843 Alexandre Dumas (pare) va descriure la diversitat d'ingredients posats a sobre de la massa de pizza. El juny de 1889, per tal d'honorar la reina consort d'Itàlia, Margarida de Savoia, el cuiner napolità Raffaele Esposito creà la "Pizza Margarida", una pizza guarnida amb tomàquets, mozzarella formatge i alfàbrega, que representaven els colors de la bandera italiana. Ell va ser el primer a incorporar formatge a la pizza. La seqüència exacta a través de la qual els gustosos pans plans medievals mediterranis van passar a ser les pizzes actuals no està del tot establerta.

## Orígens
El pa és un dels aliments més antics de la humanitat fet des del Neolític. A Sardenya els arqueòlegs han trobat restes d'un pa de 3.000 anys segurament ja amb llevat. Els grecs antics tenien un pa pla anomenat plakous al qual donaven gustos variats amb ingredients afegits a sobre com plantes aromàtiques, ceba i all. També es diu que els soldats perses de Darios I el Gran (521-486 aC) fornejaven una mena de pa pla sobre els seus escuts i el cobrien amb formatge i dàtils, En el primer segle de la nostra era el poeta Virgili, es refereix a un pa pla amb ingredients afegits per sobre.
Aquests pans plans sobreviuen a la conca del Mediterrani com la "focaccia" d'origen etrusc. o la "coca" (de Catalunya, País Valencià i les Balears) la "Pita" dels grecs o "Pide" en turc i la "Piadina" a Bolonya. Pans plans similars en altres parts del món són la "Paratha" a l'Índia, "Naan" al sud d'Àsia, "Carasau", "Spianata", "Guttiau", "Pistoccu" a Sardenya el "Flammkuchen" a Alsàcia i el "Rieska" a Finlàndia.